# А104 (автодорога)
A104 (Дмитровское шоссе) — автомобильная дорога федерального значения Москва — Дмитров — Дубна . 
Автодорога располагается на территории Москвы и Московской области. Длина трассы составляет около 125 километров.

## История

### Дмитровский тракт. Угличская дорога
Дорога из Москвы в Дмитров известна давно. На территории Москвы она была известна как Дмитровка. Получила название по городу Дмитрову. Со стороны Дмитрова шла Московская дорога (сейчас Московская улица). 
Старая Дмитровская дорога в XVI веке шла по Вышегородскому стану.
По учреждению Московской губернии в 1708 году дорога названа Угличскою (Москва — Дмитров — Калязин — Углич). 
До строительства Савёловской железной дороги и канала имени Москвы дорога севернее поселения Чёрная проходила через населённые пункты: Чёрная — Игнатово — Подосинки — Батюшково — Дмитровка — Афонасово — Семешкова — Перемилово —  Булатникова — Дмитров.

### Строительство канала имени Москвы. Автодорога А104
В 1932 — 1937 годах шло строительство канала Волга — Москва. Севернее реки Чёрной Грязи (приток Икши), проект совпал с направлением Дмитровского шоссе, дорогу перенесли западнее канала. 
Возле деревни Иваньково Кимрского района Тверской области на реке Волге возводена плотина, создавшая Иваньковское водохранилище. Далее там возник посёлок Иваньково. Во время строительства канала вдоль всей трассы была проложена дорога от Дмитрова до Иваньково.
В 1947 году возле Иванькова возник закрытый рабочий посёлок Дубно. В 1956 году посёлок получает статус города, 25 декабря 1957 года переименовывается в Дубну, в 1960 году объединяется с Иваньково.
В 1956 году город Дубна вместе с прилегающей территорией передан из Тверской в Московскую область. Таким образом, автодорога стала полностью располагаться на территории Московской области.

### Новейшая история
В 1995 — 1998 годах для объезда Дмитрова в направлении Дубны на севере был построен 2-полосный автомобильный мост через канал имени Москвы возле Татищева, транспортная развязка дала возможность бестранзитного следования автотранспорта к западу от города. В 2010 — 2015 годах мост был расширен ещё на две полосы.
В 2014 году было завершено строительство объездного участка дороги мимо Дмитрова от Татищевского моста в восточном направлении до деревни Поддубки на трассу А108 (Московское большое кольцо). Данный участок дороги завершил полный объезд Дмитрова и связал транспортными развязками два шоссе.

## Описание
Шоссе в Москве начинается от Бутырской улицы в месте её пересечения с улицей Руставели, далее переходит в 8-полосную дорогу. Направление шоссе от Москвы на север. 
Далее в Московской области дорога сужается до 4 полос. В районе города Яхромы дорога разделяется на двухполосную до города Дмитрова и на двухполосную в объезд города. После Дмитрова дорога идёт в Дубну.
По пути следования идут несколько транспортных развязок и путепроводов. Так как дорога идёт вдоль канала имени Москвы, в нескольких местах шоссе пересекает его по мостам.
Также направление дороги совпадает с Савёловской железной дорогой. Вследствие чего, шоссе пересекает её либо сверху по путепроводам, либо проходит под железнодорожным путепроводам.

## Населённые пункты
Шоссе пересекает несколько населённых пунктов:
- Москву,
- Долгопрудный,
- Лобню,
- Икшу,
- Деденево
- Яхрому,
- Дмитров,
- Запрудню,
- Дубну.